# Permanganato de potássio
O Permanganato de potássio é um composto de função química sal inorgânico, formado pelos íons potássio (K)+ e permanganato (MnO4)−. É um forte agente oxidante que apresenta tanto em estado sólido quanto em solução aquosa uma coloração violeta bastante intensa que, na proporção de 1,5 g por litro de água, torna-se vermelho forte.

## História
Foi descoberto em 1659 pelo químico alemão Glauber, quando fundiu uma mistura do mineral pirolusita com carbonato de potássio. Obteve um material que dissolvido em água formou uma solução verde de manganato de potássio que, lentamente, mudou para a cor violeta devido a formação do permanganato de potássio.

## Usos
É utilizado principalmente no tratamento da catapora (varicela) pois ajuda a secar os ferimentos. É usado também como agente oxidante em muitas reações químicas em laboratório e na indústria. Também é utilizado como desinfetante em desodorantes. É usado para tratar algumas enfermidades parasitarias dos pés, no tratamento da água para torná-la potável e como antídoto em casos de envenenamento por fósforo. Na África, muitos o utilizam para desinfetar vegetais com a finalidade de neutralizar qualquer bactéria presente. Soluções diluídas (0,25%) são utilizadas como enxaguantes bucais e, na concentração de 1%, como desinfetante para as mãos.
É usado como reagente na síntese de muitos compostos químicos. Em química analítica, uma solução de aquosa padrão é usada com frequência como titulante oxidante em titulações redox devido a sua intensa coloração violeta.
O permanganato se reduz ao cátion , Mn+2, incolor, em soluções ácidas. Em soluções neutras, o permanganato se reduz a  MnO2, um precipitado marrom na qual o manganês tem um estado de oxidação 4+. Em soluções alcalinas, se reduz a um estado de oxidação 6+, formando o K2MnO4.
É utilizado terapeuticamente na medicina como antisséptico tópico na pele em pequenas lesões de pele.

## Precauções
O  KMnO4 sólido é um forte agente oxidante e deve ser mantido longe de glicerina, etanol e outras substâncias orgânicas além do ácido sulfúrico, sob risco de reação explosiva. Soluções diluídas de permanganato de potássio em água são menos perigosas. A mistura do permanganato sólido com ácido clorídrico concentrado produz o perigoso gás cloro.

### Corpo e roupas
O permanganato mancha a pele e a roupa (ao reduzir-se para MnO2), sendo necessário, portanto, manuseá-lo com cuidado. As manchas na roupa podem ser retiradas lavando com ácido acético. As manchas na pele desaparecem nas primeiras 24 horas ou podem ser removidas com água oxigenada.

A ingestão de 10 a 20 gramas geralmente é fatal. Procure imediatamente um médico caso tenha qualquer tipo de ingestão. 

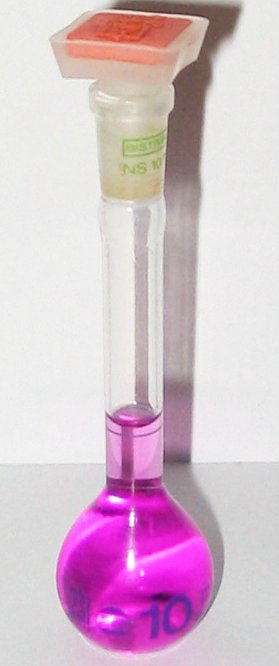
Solução aquosa de Permanganato de potássio